# Ukrainische Botschaft in Chișinău
Die Ukrainische Botschaft in Chișinău ist die diplomatische Vertretung der Ukraine in der Republik Moldau. Das Botschaftsgebäude befindet sich in der Vasile Lupu 17 in Chișinău. Ukrainischer Botschafter in der Republik Moldau ist seit 2020 Marko Schewtschenko.

## Geschichte

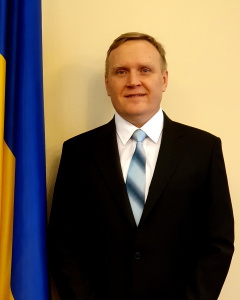
Marko Schewtschenko, Botschafter seit 2020

Nach dem Zerfall der Sowjetunion erklärte sich die Ukraine im August 1991 für unabhängig. Diese erkannte am 21. Dezember 1991 die Unabhängigkeit der Republik Moldau an. Die diplomatischen Beziehungen wurden am 10. März 1992 aufgenommen. Die Botschaft in Chișinău wurde 1993 eröffnet. Der erste Botschafter war Bojko Witalij. Seit Februar 2020 ist Marko Schewtschenko als ukrainischer Botschafter in der Republik Moldau akkreditiert.
Im kulturellen und humanitären Bereich gibt es regelmäßige Projekte zwischen den Nachbarländern, einschließlich Transnistriens. Seit April 2007 wurde das Kultur- und Informationszentrum (CIC) in der Botschaft eingerichtet. Fernsehen und Rundfunk strahlen wöchentlich ein Programm in ukrainischer Sprache aus. Vereinsrechtlich bestehen in der Republik Moldau eine Ukrainische Gemeinschaft und die Gesellschaft für ukrainische Kultur.

## Konsulareinrichtungen der Ukraine in der Republik Moldau

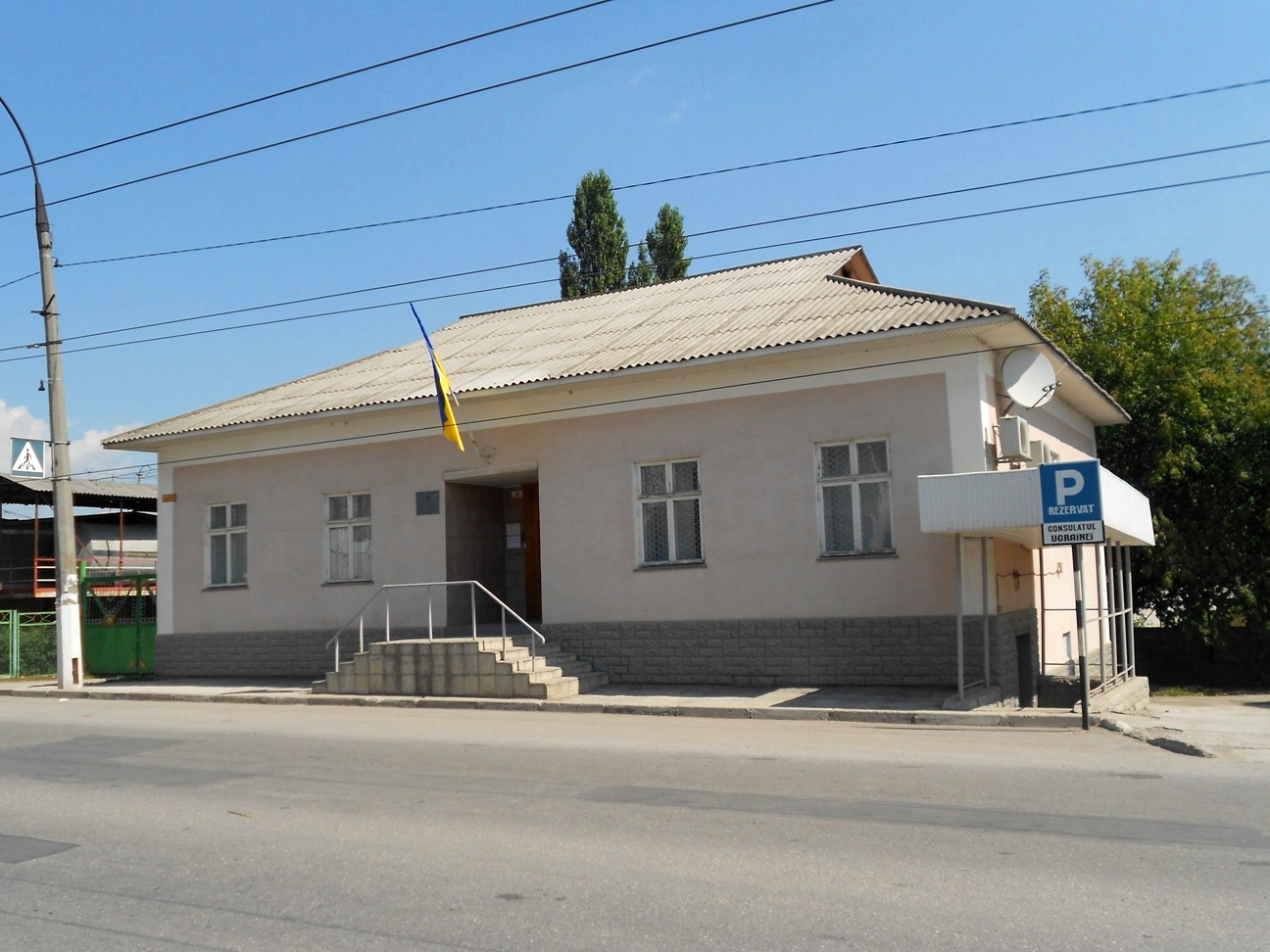
Ukrainisches Konsulat in Bălți

- Konsularabteilung der Botschaft der Ukraine in Chișinău
- Konsulat in Bălți

## Einrichtungen in Transnistrien
Im März 2010 wurde das «Український дім» (Ukrainisches Haus) in Tiraspol eröffnet. – In Transnistrien hat Ukrainisch den Status einer dritten Amtssprache.

## Botschaftsgebäude in Chișinău
Sitz der Botschaft ist die Vasile Lupu 17 westlich des Zentrums der Hauptstadt.

## Botschafter und Gesandte der Ukraine in der Republik Moldau
- Bojko Witalij (1993–1994)
- Jewhen Lewyzkyj (1994–1996)
- Iwan Hnatyschyn (1996–2000)
- Teofil Rendjuk (2000)
- Petro Tschalyj (2000–2007)
- Serhij Pyroschkow (2007–2014)
- Hennadij Altuchow (2014–2015)
- Iwan Hnatyschyn (2015–2019)
- Marko Schewtschenko (2020–)